# Gobernador de Virginia
El Gobernador de la Mancomunidad de Virginia es el máximo dirigente de la Mancomunidad de Virginia por un mandato de cuatro años. El actual gobernador es el republicano Glenn Youngkin, que asumió el cargo el 15 de enero de 2022.

## Requisitos
Los candidatos a gobernador deben ser ciudadanos de los Estados Unidos y han de residir y estar registrados como votantes en Virginia cinco días antes al día de las elecciones a las que concurra. Los candidatos deben tener al menos 30 años de edad.
Los gobernadores de Virginia no pueden desempeñar el cargo en mandatos consecutivos, esto es, no pueden ser reelegidos al finalizar su periodo de acuerdo con la constitución estatal de 1830. En todo caso le está permitido a un gobernador se elegido para un segundo mandato siempre que haya un mandato intermedio entre la finalización del primero y el inicio del segundo. Solamente dos gobernadores desde 1830, William Smith y Mills E. Godwin Jr., han sido elegidos para mandatos adicionales. El segundo mandato de Smith tuvo lugar tras la secesión de Virginia de la Unión, mientras que Godwin fue el primer gobernador en la historia de los Estados Unidos que fue elegido en ser elegido en los dos grandes partidos, cuando habiendo sido gobernador demócrata fue elegido como republicano en 1973.

## Obligaciones
El gobernador es el jefe del gobierno en Virginia. Al comienzo de cada sesión ordinaria de la Asamblea General (Cámara de Delegados y Senado), el gobernador o la gobernadora deben informar sobre el estado de la Mancomunidad. Debe reunir a la legislatura en sesión extraordinaria cuando dos tercios de cada cámara así lo pidan. El gobernador debe asegurar que las leyes de la Mancomunidad sean fielmente ejecutada ya sea firmándolas, permitiendo que entren en vigor sin firmarlas, o vetándolas, es decir, no permitiendo que entren en vigor. Es el responsable de la seguridad del estado y como tal es el comandante en jefe de la Milicia de Virginia.

## Poderes
- El gobernador tiene la responsabilidad legislativa de realizar recomendaciones a la Asamblea General y convocar sesiones extraordinarias cuando él lo considere necesario.
- El gobernador tiene derecho de veto. Todos los proyectos de ley deben ser enviados al gobernador antes de entrar en vigor. El gobernador puede firmar el proyecto, dejarlo sin firmar durante siete días pasados los cuales entrará en vigor o puede vetar el proyecto aprobado. Tras el veto, el proyecto regresa a la cámara en la que se propuso. El veto puede ser superado con el respaldo de dos tercios de ambas cámaras.
- El gobernador es el comandante en jefe de las fuerzas de la Milicia de Virginia.
- El gobernador puede mantener contactos con otros estados y con potencias extranjeras.
- El gobernador tiene la potestad de cubrir una vacante hasta que el puesto sea cubierto por la legislatura.
- El gobernador puede conmutar multas y condenas y emitir indultos. El gobernador puede también restablecer los derechos electorales y revocar individualmente otras sanciones en materia de derechos políticos.

## Historia

### La Colonia
El puesto de gobernador de Virginia se retrotrae hasta el primer asentamiento inglés en América, Jamestown, Virginia. La Compañía de Virginia de Londres estableció un gobierno dirigido por un consejo. Básicamente el presidente del Consejo servía como gobernador. El consejo estaba situado en Londres y controlaba la colonia desde la distancia. Nominalmente Thomas Smith fue el primer presidente del consejo, pero nunca dejó Inglaterra. Edward Maria Wingfield fue el primer Presidente del Consejo que residió en Virginia, haciendo de él el primer en ejercer la actual autoridad de gobernar Virginia. La Compañía de Virginia abandonó el gobierno a través del consejo el 23 de mayo de 1609 y lo reemplazó con un gobernador, John Smith.

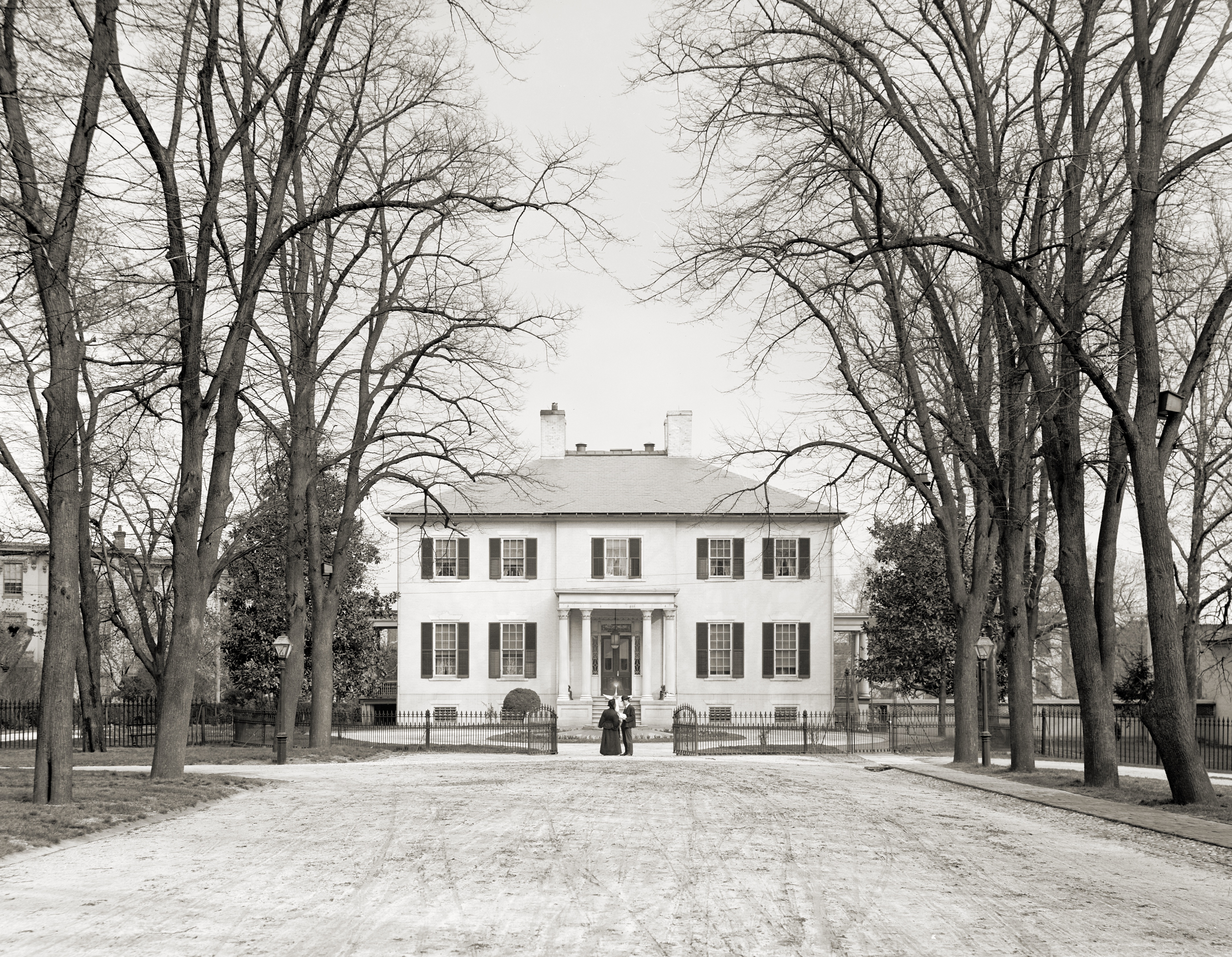
Residencia del Gobernador de Virginia, 1905

En 1624 la monarquía inglesa tomó el control y convirtió a Virginia en una Colonia de la Corona. Los gobernadores continuaron siendo nombrados por el monarca por varios años. Lo más frecuente era que los gobernadores nombrados prefirieran residir en Inglaterra y ejercían su autoridad por medio de un adjunto o de un lugarteniente. el gobierno real fue interrumpido durante la Guerra Civil inglesa, después de la cual los gobernadores fueron nombrador por la Mancomunidad de Inglaterra, lo cual duró hasta la Restauración inglesa.

### La Mancomunidad
Virginia llegó a ser un estado independiente durante la Revolución Americana con Patrick Henry como su primer gobernador.

Desde la Revolución hasta 1851, el gobernador era elegido por la legislatura estatal. Después de 1851, el estado giró hacia la elección popular.

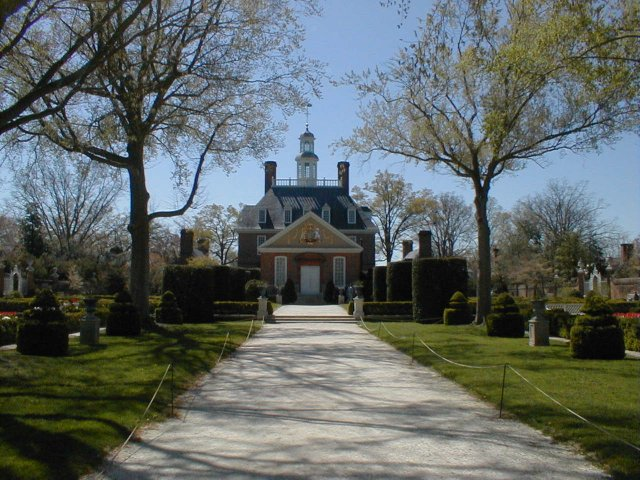
El reconstruido palacio colonial del Gobernador en Williamsburg, Virginia

Durante la Guerra Civil Americana, Francis Harrison Pierpont fue el gobernador de la parte del estado bajo control de la Unión. Pierpont también sirvió como uno de los gobernadores provisionales durante la Reconstrucción. Estos gobernadores eran nombrados por el Gobierno Federal. En 1874 Virginia recuperó su derecho al autogobierno y eligió a James L. Kemper como gobernador. Tras los nonbramientos republicanos de la era de la Reconstrucción, Virginia no elegiría un gobernador republicano hasta A. Linwood Holton Jr. en 1969. En todo caso hay que señalar que en 1881 William E. Cameron fue elegido gobernador por el Partido del Reajuste, una coalición de republicanos y de demócratas populistas.

Douglas Wilder llegó a ser el primer afroamericano elegido gobernador en Virginia y el segundo en los Estados Unidos. Desempeñó el cargo desde 1990 a 1994.

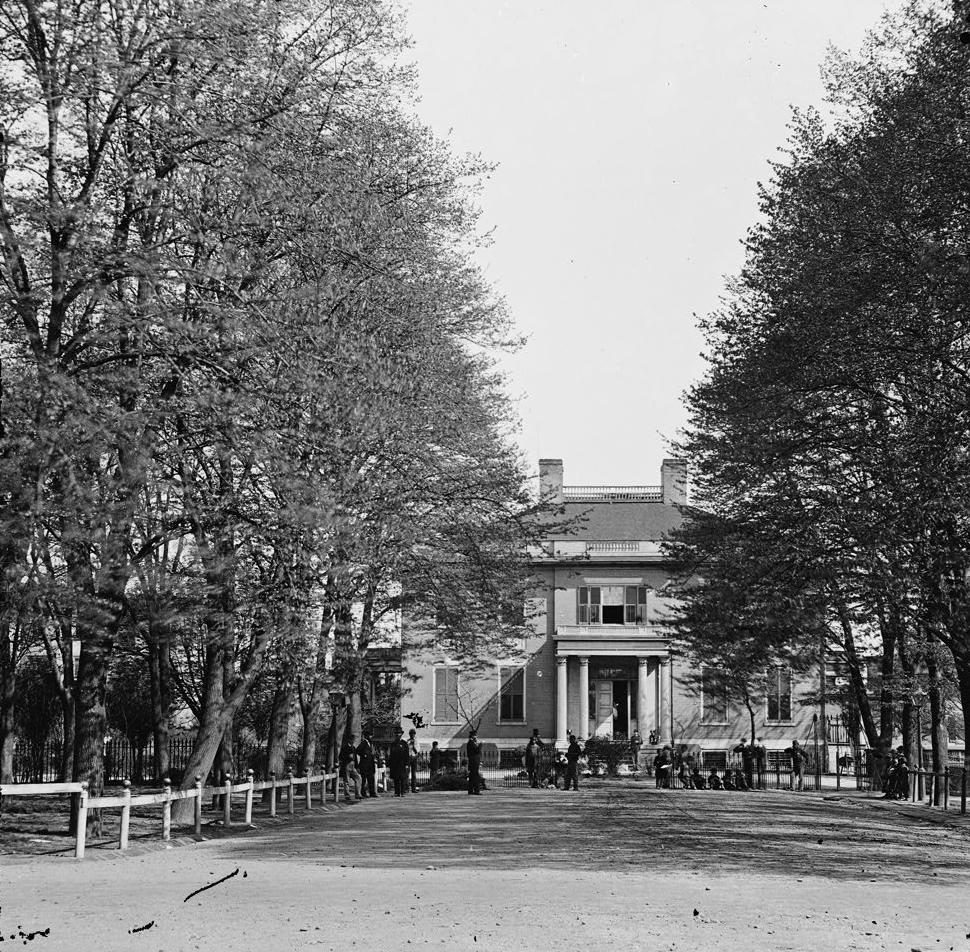
Residencia del Gobernador en Richmond, 1865

Desde 1851 las elecciones del gobernador de Virginia han tenido lugar en años en los que no hay ningunas elecciones nacionales (presidenciales, al Senado o a la Cámara de Representantes), los llamados "off-years". Las elecciones del gobernador se celebran al año siguiente de las elecciones presidenciales (2001, 2005, 2009, etc), cuando la mayoría de los estados eligen a sus gobernadores ya sea en el año de la elección presidencial o bien en los años de las elecciones a mitad de mandato (midterm-election).
Este hecho, junto a la regla que imposibilita la reelección, han sido considerados como las causas del limitado interés y la abstención existentes en las elecciones del gobernador en Virginia. No hay políticos que desempeñen el cargo en la carrera electoral, de modo que siempre hay que presentar ante los electores nuevos políticos y los votantes suelen tener que elegir para un mandato de cuatro años entre dos políticos poco conocidos. algunos sostienen que la regla que prohíbe la reelección dificulta que el gobernador pueda realizar cambios radicales durante su mandato de cuatro años. Es digno de reseñar que cada elección de gobernador en Virginia desde 1977, el elegido ha sido del partido contrario al del Presidente elegido el año anterior, incluso cuando en Virginia ganó el que habría de ser elegido Presidente, como en el caso de Ronald Reagan y Barack Obama. Esta tendencia se rompió en 2013 con la elección del demócrata Terry McAuliffe tras la reelección del Presidente Obama en  las elecciones presidenciales de 2012.
Tim Kaine comenzó su mandato el 14 de enero y debido a las remodelaciones en el Capitolio de Richmond, este se produjo en Williamsburg, haciendo de él el primer gobernador en tomar posesión en Williamsburg desde Thomas Jefferson en 1779.

## Tratamiento
Aunque en algunos otros estados el gobernador recibe el tratamiento de "Honorable", el gobernador de Virginia es tratado como "Excelencia".[cita requerida]  A pesar del uso de "Excelencia" en el lenguaje hablado, cuando se dirige correspondencia por escrito al gobernador el nombre del gobernador debe ir precedido por "Honorable".